# Thurnby
Thurnby – wieś w Anglii, w hrabstwie Leicestershire, w dystrykcie Harborough. Leży przy granicy administracyjnej na wschód od miasta Leicester i 140 km na północny zachód od Londynu.